# Александровка (Кегичёвский район)
Алекса́ндровка (укр. Олександрівка) — село,
Андреевский сельский совет,
Берестинский район,
Харьковская область, Украина.
Код КОАТУУ — 6323180403. Население по переписи 2001 года составляет 191 (87/104 м/ж) человек.

## Географическое положение
Село Александровка находится на расстоянии в 1,5 км от реки Вшивая (левый берег), выше по течению на расстоянии в 2 км расположено село Рояковка, на противоположном берегу расположено село Гутыревка, на расстоянии в 3 км расположено село Андреевка. По селу протекает пересыхающий ручей с запрудой.

## История
- 1885 — дата основания.

## Экономика
- Молочно-товарная и овце-товарная фермы.

## Объекты социальной сферы
- Клуб.

## Достопримечательности
- Братская могила советских воинов.